# Светолік Ранкович
Светолік Ранкович (Светолик Ранковић, 7 грудня 1863 — 18 березня 1899) — сербський письменник.

## Життєпис
Народився в селі Велика Моштаниця, поблизу Белграда у 1863 році. Син сільського вчителя Павла Ранковича. Обрав для себе кар'єру священика. У 1884 році закінчив духовну семінарію в Белграді, а 1889 року — Київську духовну академію. Викладав богослов'я у церковній школі Крагуєваця. У 1890 році став професором. З 1893 року викладав у Белградській семінарії, у 1894 році було переведено до Ніша. 1897 року викладав у церковній школі в Белграді. У 1898 році в зв'язку з хворобою перебирається до монастиря Буково, поблизу м. Неготин. По поверненню до Белграду помирає у 1899 році від сухот.

## Творчість
Почав писати в 1892 році. Тематику своїх оповідань (збірки «Картини з життя», «Сліке з черева» (видано у 1904 році) та романів — «Лісовий цар» (1897 рік), «Сільська вчителька» (1899 рік), «Зруйновані ідеали» (видано у 1900 році) Ранкович брав з життя сербського селянства. Романи об'єднує проблема зіткнення людини з дійсністю.
Одним з перших в сербській літературі зосередив увагу на внутрішньому світі героя (впровадив внутрішній діалог), розкриваючи характери в гострих життєвих зіткненнях. Увійшов у сербську літературу як видатний реаліст, був одним з творців жанру психологічного роману в Сербії.
Перекладав також твори Л. Толстого та В. Короленка.